# Ухов, Вячеслав Орестович
Вячеслав Орестович Ухов (род. 1946) — советский и российский архитектор, кандидат архитектуры (1995), член-корреспондент РАХ (2022).

## Биография
Родился в 1946 году.
В 1970 году — окончил архитектурный факультет Государственного академического института живописи, скульптуры и архитектуры имени И. Е. Репина.
С 1972 по 1978 годы — работал в ЛенНИИПРОЕКТе, выполнил ряд проектов, среди которых комплекс туристических гостиниц, Гребной клуб «Энергия» на Крестовском острове и так далее.
В 1978 году — стал лауреатом смотра-конкурса «Молодость, мастерство, современность».
В 1979 году — перешел на работу в ЛенЗНИИЭП, мастерская С. Б. Сперанского, основные работы: интерьер универсального концертного зала гостиницы «Ленинград», заказной всесоюзный конкурс на застройку набережной в г. Баку, международный конкурс на застройку ТЭТ ДЕФАНС г. Париж и так далее.
С 1979 года — совмещает с работой в области архитектурного проектирования с преподавательской деятельностью в Государственном академическом институте живописи, скульптуры и архитектуры имени И. Е. Репина, с 1996 года — профессор кафедры архитектуры и руководитель персональной учебной мастерской.
В 1995 году — защитил кандидатскую диссертацию тему: «Интерьерность архитектурной формы или синтез архитектуры смежных пространств».
В 2022 году — избран членом-корреспондентом Российской академии художеств от Отделения архитектуры.

## Творческая деятельность
Выполнил множество проектов и построек, некоторые из которых отмечены дипломами и наградами на архитектурных смотрах-конкурсах, в том числе жилой комплекс на Петровском острове, жилой комплекс на пересечении Северного проспекта и проспекта Тореза в Санкт-Петербурге (почётный диплом Законодательного собрания Санкт-Петербурга «За лучшую постройку Санкт-Петербурга-2004», Гран-При «Архитектон»-2005", золотой диплом «Зодчество-2005», номинирован на премию правительства России).
В 2005 году проект жилого комплекса «Водолей» в Сестрорецке отмечен серебряным дипломом смотра-конкурса «Архитектон» и золотым дипломом «Зодчество 2005», постройка была номинирована на премию Правительства России в 2011 году, а также получила «Знак соответствия» Всемирного клуба петербуржцев" в номинации «Современная архитектура в контексте сложившейся среды. Сохранение петербургских традиций ансамблевой застройки» с занесением в «Белую книгу» Всемирного клуба петербуржцев".

## Награды
- Заслуженный архитектор Российской Федерации (2011)[1]
- Нагрудный знак, грамота и медаль губернатора Санкт-Петербурга
- Серебряный и Золотой нагрудный знак Российской Академии Художеств
- Большая золотая медаль «За заслуги перед Академией»
- Медаль Баженова «За высокое зодческое мастерство»